# Byzantská architektura

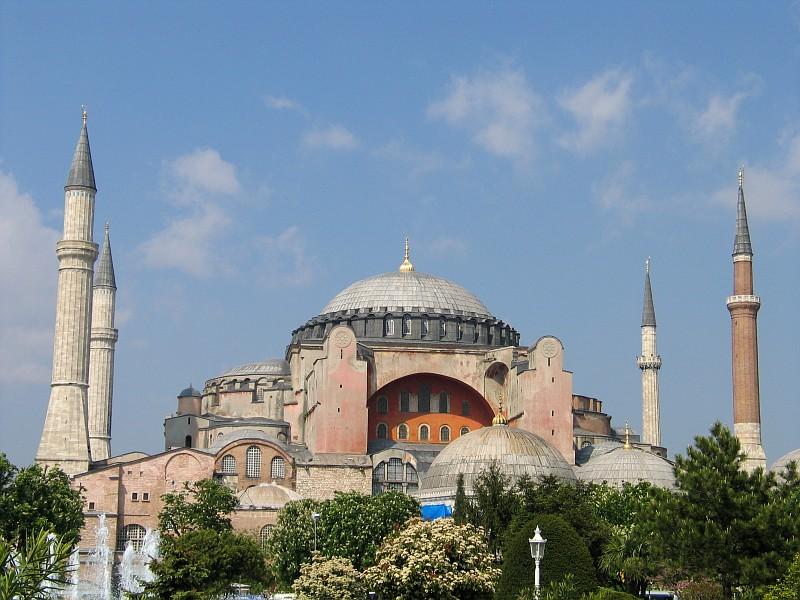
Hagia Sofia (Konstantinopol), celkový pohled

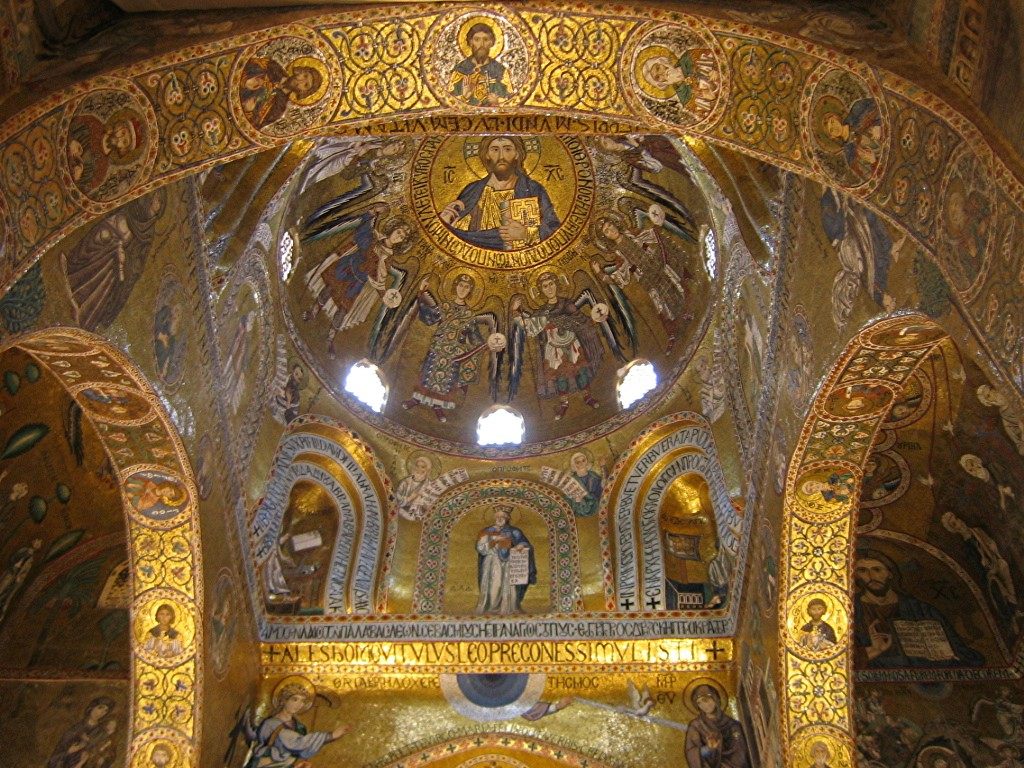
Mozaiky v Cappella Palatina v Palermu

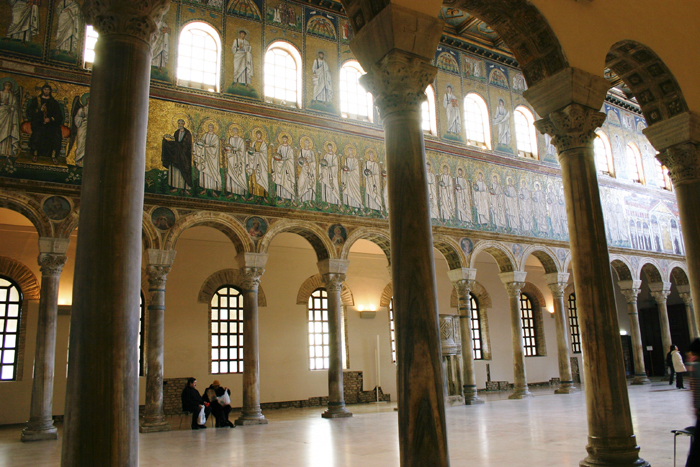
S. Apollinare Nuovo, Ravenna

Byzantská architektura (z řec. Byzantion, Konstantinopol) je souhrnné označení pro architekturu Byzantské říše v období od 4. do 15. století, která významně ovlivnila i okolní země a následně všechny pravoslavné země Evropy. Pod byzantským vlivem vznikla i řada církevních staveb v Itálii, ve Francii a jinde.

## Charakteristika
Byzantská architektura navázala na architekturu pozdní Římské říše a rozvinula ji dvěma hlavními směry: jednak převzala podélný typ římské basiliky, kterou doplnila klenbami a kupolí, jednak vyvinula centrální typ s půdorysem rovnoramenného kříže a centrální kupolí. Oba typy se objevují už mezi stavbami císaře Konstantina v Palestině (Chrám Božího hrobu v Jeruzalémě a zbořený osmiboký kostel v Antiochii). Křížový půdorys byl později doplněn na čtverec s devíti velkými poli. Hlavním materiálem byzantských staveb byly cihly, vnitřky chrámů byly obkládány mramorem a bohatě zdobeny mozaikami a freskami. Pozůstatkem obrazoboreckých bouří v 8. století je obecný zákaz soch. Občanské stavby se odlišují hlavně rovnými střechami a ozdobným kladením cihel.

## Významné stavby
Roku 324 přenesl císař Konstantin Veliký své sídlo z Říma do Byzance, řecké osady na Bosporu, která se od té doby nazývala Konstantinovo město, Konstantinopolis. Město patrně už tehdy nově založil a za jeho nástupců dostalo nové hradby. O byzantské architektuře se ale obvykle mluví až v souvislosti s císařem Justiniánem I. v 6. století. Byzantská architektura se obvykle dělí na tři období:
- rané období (6.–8. století) s vrcholem za císaře Justiniána I. (527–565)
- střední období (8.–11. století) s vrcholem za Basila I. a Makedonské dynastie
- komnénovské a paleologovské období (12.–15. století).[1]

## Rané období
Nejvýznamnější Justiniánovy stavby jsou v Konstantinopoli (Istanbul): basilika Hagia Irene a mohutná centrální Hagia Sofia, která znamenala přelom v architektuře. Zde se také objevuje obdélný, téměř čtvercový půdorys, typický pro mnoho pozdějších kostelů. Centrální kupole o průměru 31 metrů sahá do výše 55,6 metrů a je nesena čtyřmi mohutnými sloupy. Přechod ze čtvercového půdorysu ke kruhové kupoli zprostředkují trojúhelníkovité nosné výplně (pendentivy) a na střední čtverec navazují dva polokruhové prostory s konchovou klenbou. Celkové vnější rozměry jsou asi 80×71 m.
Po pádu východní říše roku 1453 byla řada kostelů proměněna v mešity a mnoho dalších zbořeno. Významné stavby z raného období se zachovaly v Ravenně, kde je zastoupena jak basilika (Sant'Apollinare Nuovo, Sant'Apollinare in Classe), tak osmiboký centrální kostel San Vitale, vesměs vyzdobené mozaikami. Další církevní stavby jsou Hagios Demetrios v Soluni, Klášter svaté Kateřiny na hoře Sinai a tři kostely v arménském Ečmiadzinu, vesměs ze 7. století. Také rané islámské stavby jako Skalní dóm v Jeruzalémě nebo Umajjovská mešita v Damašku patří do tohoto období. Z občanských staveb se zachovaly zbytky císařského paláce a hradeb v Konstantinopoli nebo 430 m dlouhého mostu přes řeku Sakarya v Anatolii.

## Střední období
Ve středním období pokračuje vývoj čtvercového půdorysu s devíti poli a stále početnějšími kupolemi, které se staví na válcových nástavcích („bubnech“) s okny, jen málo staveb se však zachovalo. Patří mezi ně kostely Hagia Sofia v Soluni, v severomakedonském Ochridu nebo v Kyjevě, kláštery Hosios Loukas v Řecku, Nea Moni na ostrově Chiu nebo Dafni blízko Athén.

## Vrcholný a pozdní středověk
Z komnénovského období se zachovaly skalní chrámy v Kappadokii (dnes východní Turecko) a hlavně stavby na okraji byzantské říše, v Rusku, Bulharsku a Srbsku, dále na Sicílii (Capella Palatina v Palermu) nebo nejznámější bazilika sv. Marka v Benátkách. Z paleologovského období se zachoval kostel Chora – Kariye a řada dalších kostelů v Istanbulu, vesměs proměněných na mešity či muzea. Dále kostel Hagia Sofia v Trapezuntu (Trabzon), Kostel sv. apoštolů v Soluni nebo kostel na Hoře Athos.

## Novověk
Po pádu byzantské říše na byzantskou architekturu přímo navázali jak pravoslavní stavitelé v jihovýchodní a východní Evropě, tak islámští architekti od Turecka přes Palestinu až po Španělsko. Důležité prvky byzantské architektury – zejména centrální půdorys a kupole – hrály velkou úlohu v italské renesanční a barokní architektuře (Santa Maria del Fiore ve Florencii, Bazilika svatého Petra v Římě), odkud se rozšířily po celé Evropě. Barokní kupole v Praze (chrámy svatého Mikuláše na Malé Straně a na Starém Městě), v Jablonném v Podještědí a jinde jsou inspirovány italskými vzory.

## Novobyzantská architektura
Byzantský typ chrámu o čtvercovém půdorysu s kupolemi zůstal vzorem pravoslavného chrámu zejména v ruské církvi až dodnes. V období historismu v 19. století se byzantskými vzory inspirovala řada křesťanských chrámů, například ve Francii nebo v USA, ale také židovské synagogy v tzv. maurském či španělském slohu (například Jubilejní a Španělská synagoga v Praze, Velká synagoga v Plzni nebo v Budapešti).

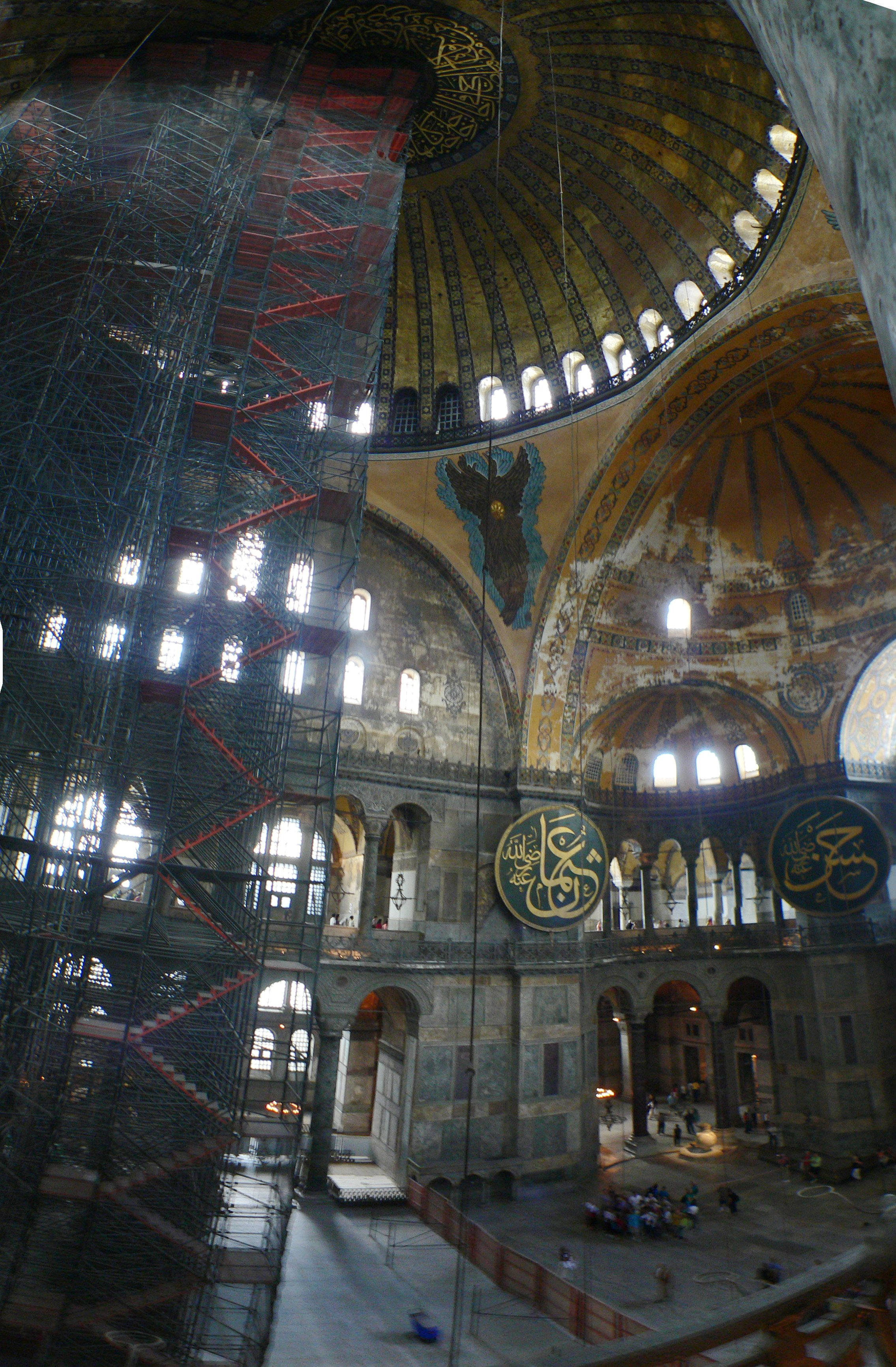
Hagia Sofia (Konstantinopol), vnitřek
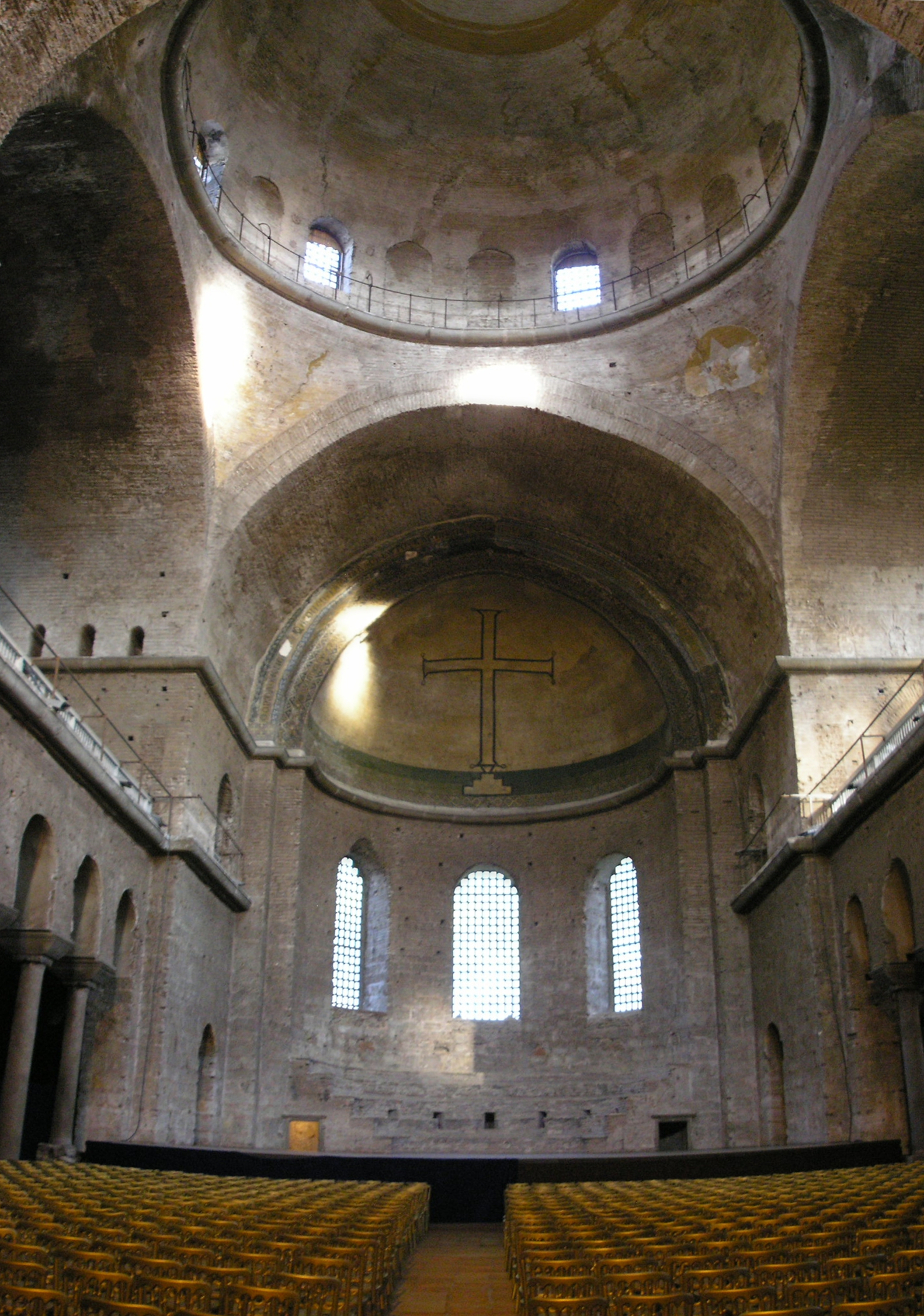
Hagia Eirene (Konstantinopol)
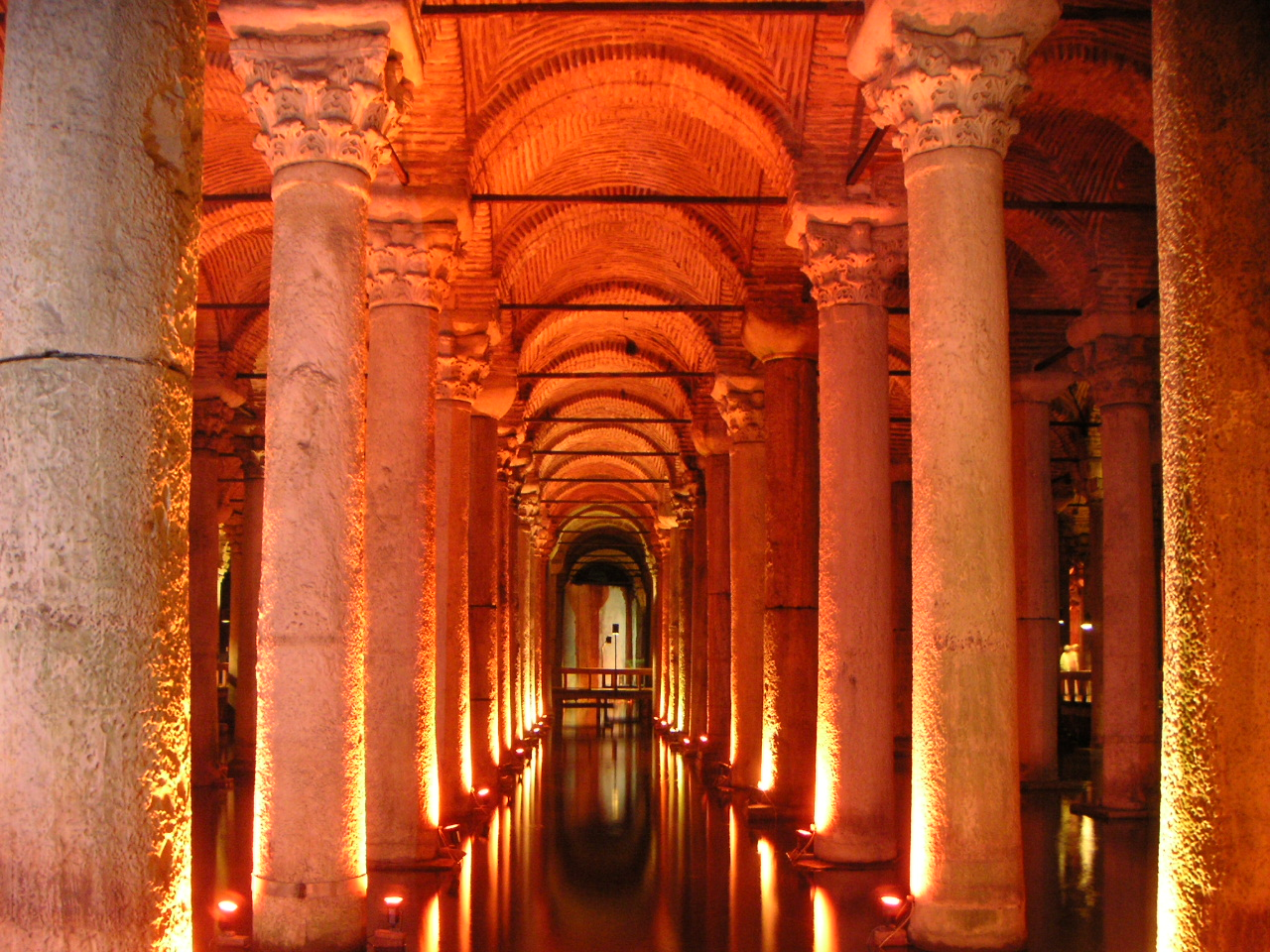
Cisterna basilica, podzemní vodárna v Konstantinopoli
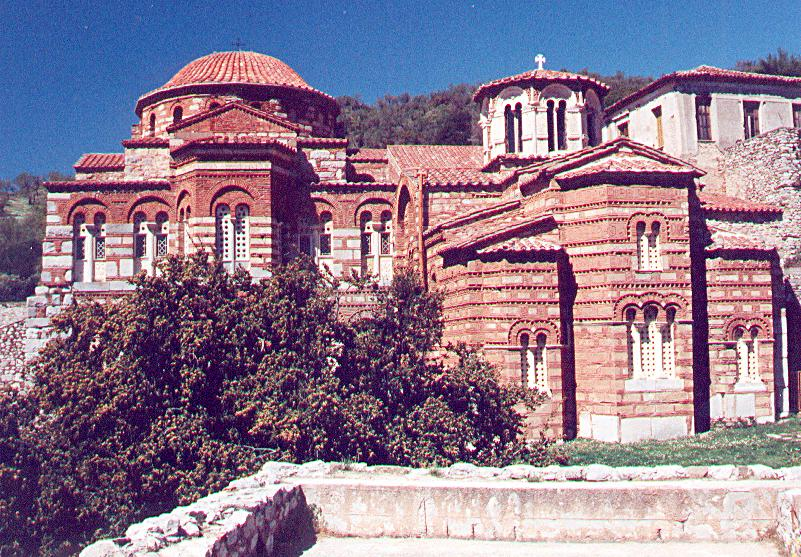
Klášter sv. Lukáše (Hossios Loukas), Bojótie, Řecko

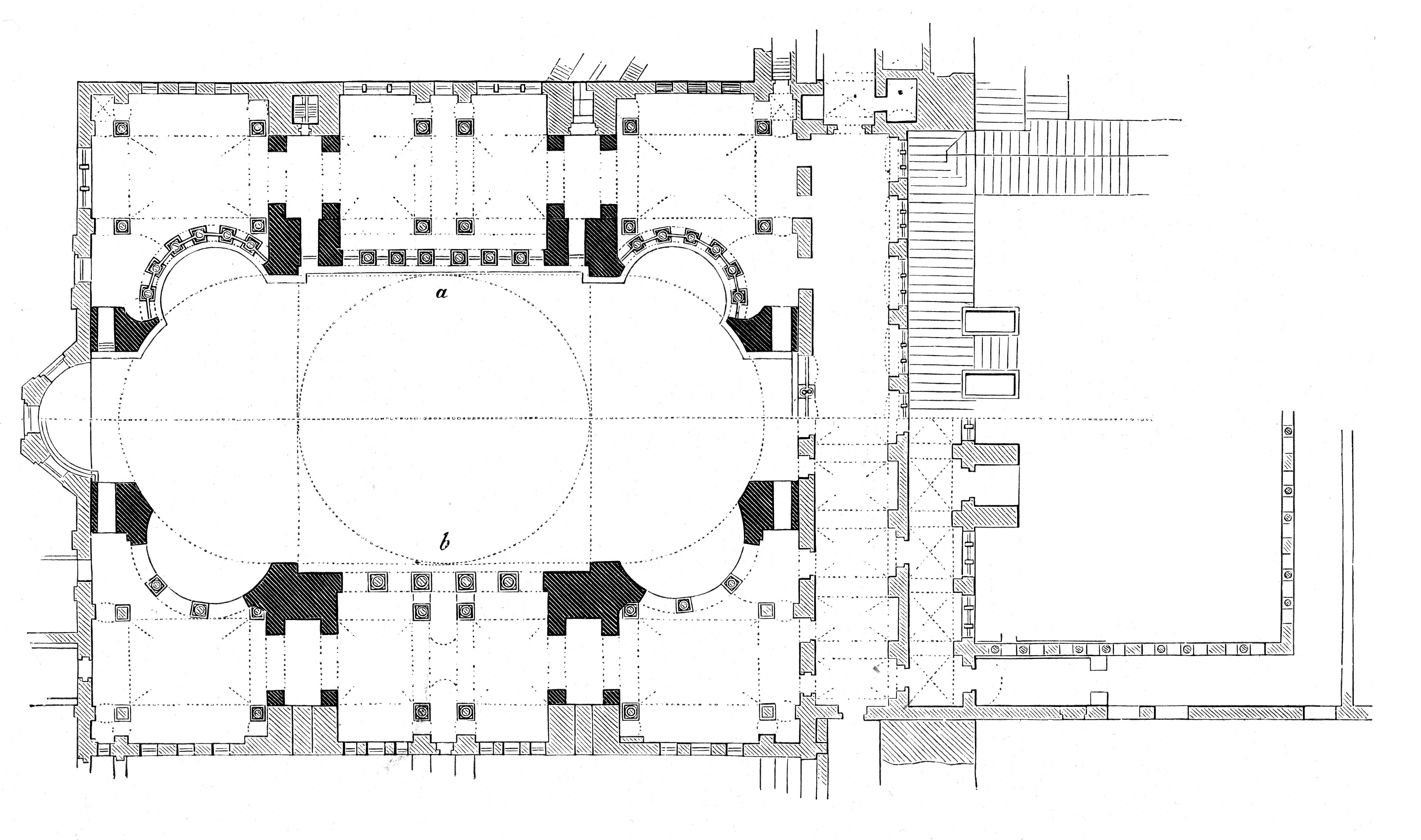
Hagia Sofia (Konstantinopol), půdorys
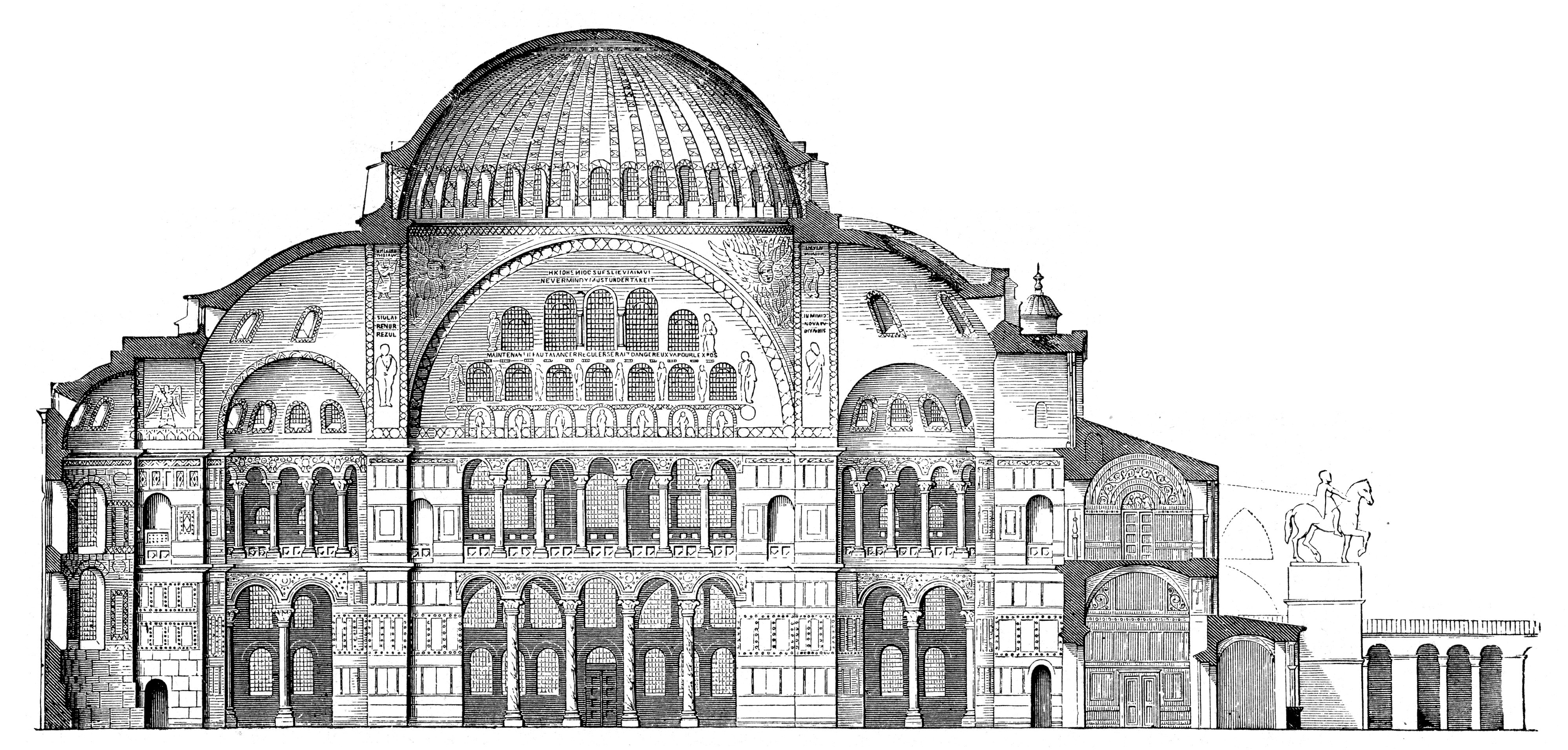
Hagia Sofia, podélný řez
Hagia Eirene (Konstantinopol), podélný řez
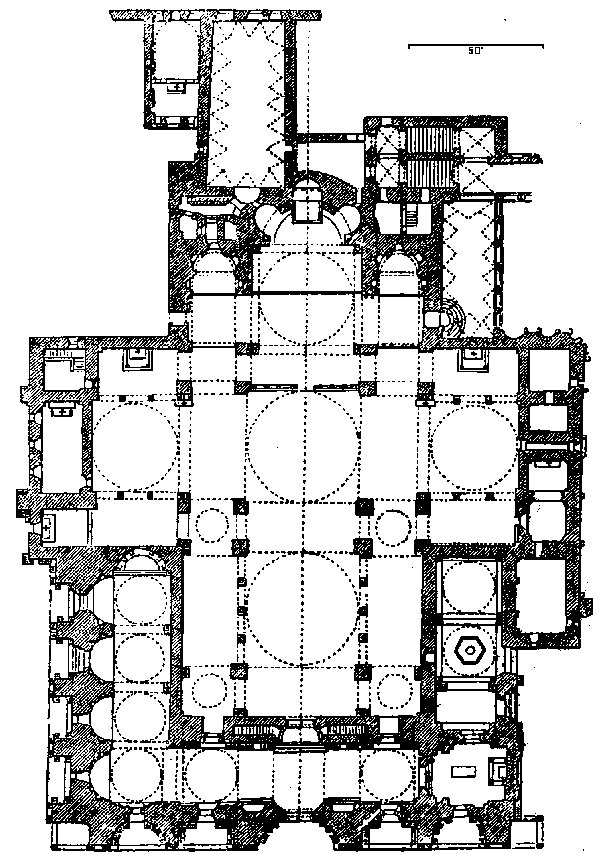
Bazilika svatého Marka (Benátky)